# Aello Peak
Aello Peak je hora na severozápadě pohoří svatého Eliáše, na Aljašce. S nadmořskou výškou 4 403 metrů náleží do třicítky nejvyšších hor Spojených států amerických.
Aello Peak je součástí menšího pohoří University Range. Leží 7,2 kilometrů severozápadně od hory University Peak a 8 kilometrů jihozápadně od stratovulkánu Mount Bona. Jméno Aelló je z řecké mytologie.
Jedná se o jednu ze sester Harpyjí. Aelló znamená Bouřná.